# Kathedrale des Maria-Schutz-Klosters
Die Kathedrale des Maria-Schutz-Klosters (ukrainisch Собор Покрови Пресвятої Богородиці) ist die Kathedrale des Maria-Schutz-Klosters in der ukrainischen Stadt Charkiw der Ukrainisch-Orthodoxen Kirche.

## Geschichte
Die Kathedrale zählt zu den ältesten Baudenkmälern der Stadt Charkiw. Sie wurde im späten 17. Jahrhundert erbaut und zeigt eine Mischung aus dem typisch russischen Sakralbau und den Einflüssen des ukrainischen Kirchenbaus, speziell des ukrainischen Barocks. Eine erste Holzkirche als Vorgängerbau wurde in der ersten Hälfte des 17. Jahrhunderts zu Ehren des Schutzes der Gottesmutter erbaut. Im Jahre 1659 wurde der Bau einer steinernen Kirche von den Saporoger Kosaken auf dem damaligen Herrschaftsgebiet des Hetmanats beschlossen. Sie wurde außerhalb der damaligen Grenzen der Festung Charkiw in der Nähe der Nordmauer errichtet. Die Kirche wurde 1689 fertiggestellt und von Bischof Abraham Juchow geweiht. Mit der Machtübernahme der Bolschewiki wurde die Kathedrale in den 1920er Jahren geschlossen und verfiel über drei Jahrzehnte. Seit 1992 steht sie wieder unter der Leitung der Ukrainisch-Orthodoxe Kirche Moskauer Patriarchats.
Neben der Kathedrale gründeten der Bischof Epiphanius Tichorskij und Feldmarschall Michail Michailowitsch Golizyn das Charkiwer Maria-Schutz-Kloster. Im Rahmen der Klostergründung wurde die Kathedrale 1729 zu einer Klosterkirche und daher repariert und saniert. Drei Jahre später wurde in den Glockenturm eine Glocke mit einem Gewicht von 1,6 Tonnen eingebaut.

## Architektur und organisatorische Zugehörigkeit
Es handelt sich um eine Basilika mit drei Kuppeln. Die Kirche ist das Werk einer Bauhütte, die auch Bauten wie die Christi-Verklärungs-Kathedrale in Isjum erschaffen hat. Die Kirche steht unter der Jurisdiktion der Eparchie Charkiw und ist die älteste Kathedrale der Stadt.
Das orthodoxe Mariä-Schutz-und-Fürbitte-Mönchkloster ist architektonisches Denkmal. Den Namen hat ihm die Mariä-Schutz-und-Fürbitte-Kathedrale verliehen, deren Mauern einst Charkiw vor Beutezügen und Überfällen schützten. Zum Architekturensemble der Klosters gehört auch das Bischofshaus und das Seminargebäude.

## Galerie

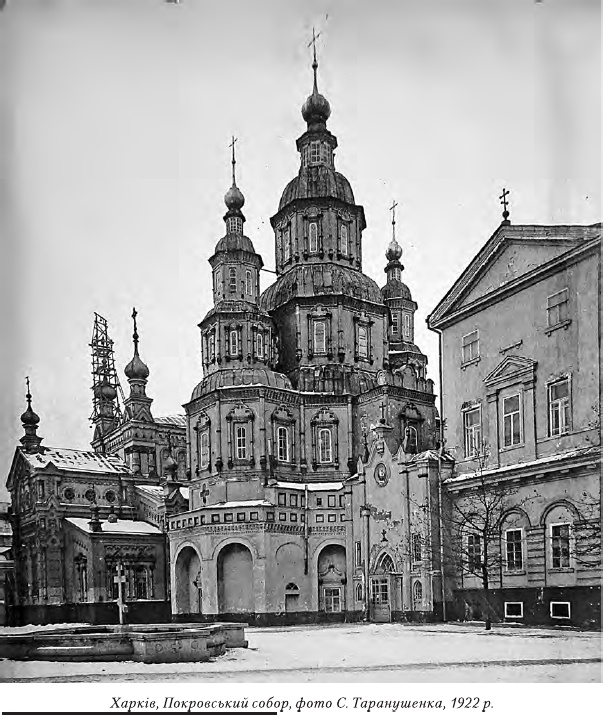
Kathedrale des Maria-Schutz-Klosters 1922
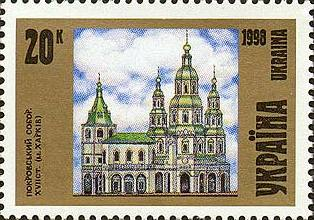
Kathedrale auf ukrainischer Briefmarke
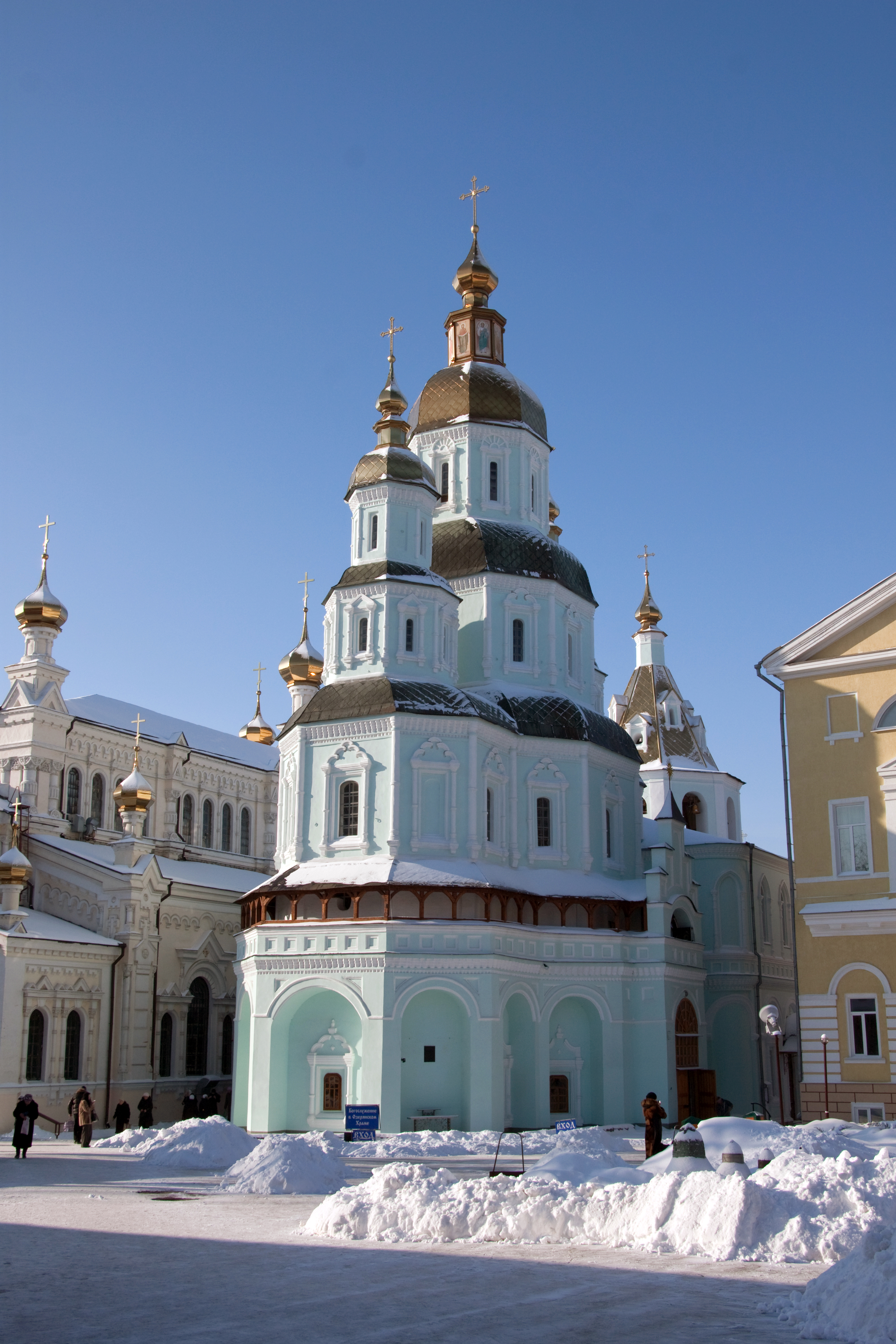
Kathedrale im Winter
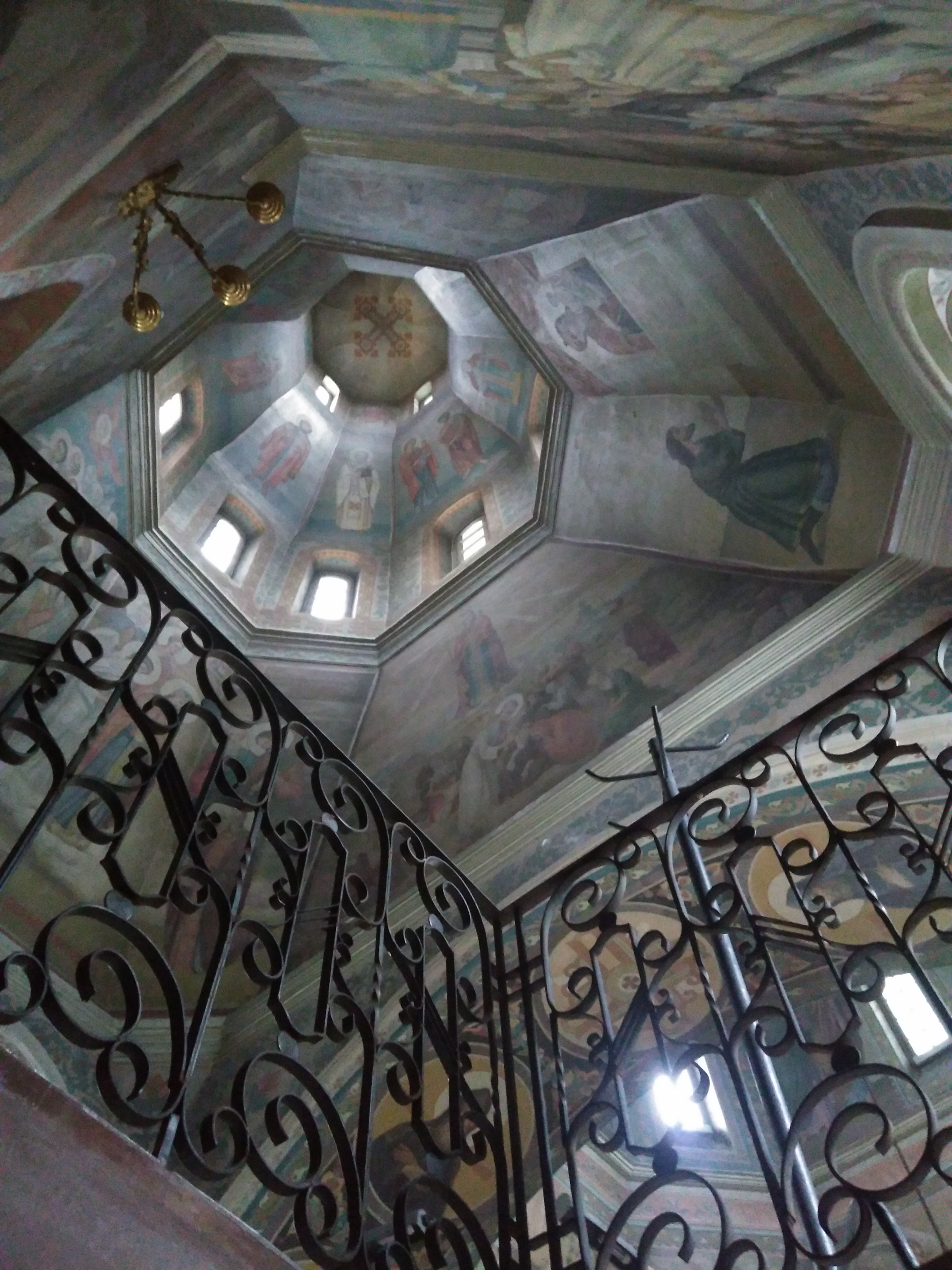
Kuppel von innen